# Wouter Burger
Wouter Burger (* 16. Februar 2001 in Zuid-Beijerland) ist ein niederländischer Fußballspieler. Er steht aktuell bei der TSG 1899 Hoffenheim unter Vertrag und ist ehemaliger niederländischer Nachwuchsnationalspieler.

## Karriere

### Verein
Der Mittelfeldspieler Burger begann mit dem Fußballspielen beim Amateurklub ZBVH im Dorf Zuid-Beijerland in der Nähe von Rotterdam. Über Vv SHO und Excelsior Rotterdam kam er in die Nachwuchsakademie von Feyenoord Rotterdam. Am 30. März 2017 unterschrieb Burger im Alter von 16 Jahren seinen ersten Profivertrag. Vorerst kam er für die B- und später für die A-Jugend zum Einsatz, ehe er am 16. August 2018 beim 1:1 im Rückspiel in den Play-offs zur UEFA Europa League gegen AS Trencin in der 83. Minute für Tyrell Malacia eingewechselt wurde. Am letzten Spieltag der Saison 2018/19 kam er zu seinem ersten Einsatz in der Eredivisie. Feyenoord Rotterdam beendete die Saison auf dem dritten Platz und gewann zudem den KNVB-Beker, wobei Burger lediglich in der ersten Runde gegen VV Gemert zum Einsatz kam. Nachdem er in der folgenden Spielzeit neben einigen Einsätzen für Jugendmannschaften des Vereins zu sechs Partien in Eredivisie gekommen war, wechselte Burger Anfang 2020 auf Leihbasis zum Zweitligisten Excelsior Rotterdam. Bis zum Saisonabbruch aufgrund der COVID-19-Pandemie verpasste er keines der sieben verbleibenden Spiele in der Eerste Divisie. Im Mai 2020 kehrte er zu Feyenoord zurück und absolvierte ein weiteres Spiel in der Eredivisie, bevor er im Oktober 2020 an den Ligakonkurrenten Sparta Rotterdam verliehen wurde. Bis Saisonende spielte er 18-mal in der höchsten niederländischen Spielklasse, wobei er zwei Tore erzielte. Zur Saison 2021/22 kam er zu Feyenoord zurück und bestritt eine weitere Partie in der Eredivisie.
Im August 2021 wechselte er fest zum Schweizer Erstligisten FC Basel, bei dem er einen bis Sommer 2025 laufenden Vertrag erhielt. Vor Ablauf seines Vertrags wurde er 2023 von Stoke City verpflichtet. Dort hat er einen Vertrag bis 2027.
Zur Saison 2025/26 wechselte Burger zur TSG 1899 Hoffenheim.

### Nationalmannschaft
Wouter Burger lief mindestens einmal für die niederländische U15 und von 2016 bis 2017 neunmal für die niederländische U16-Nationalmannschaft auf. Zwischen 2017 und 2018 kam Burger zu 14 Spielen für die niederländische U17 und nahm an der Europameisterschaft 2018 in England teil, in der die Niederländer im Finale nach Elfmeterschießen gegen Italien gewannen. Wouter Burger kam im Turnierverlauf zu fünf Einsätzen. Nach zwei Einsätzen für die niederländische U18 kam er ab 2018 für die niederländische U19-Nationalmannschaft zum Einsatz. Bis 2019 bestritt er 15 Spiele für die U-19, in denen er vier Tore schoss. 2021 debütierte er in der U21-Auswahl und bestritt dort bis Sommer 2023 zehn Länderspiele, davon drei bei der U21-Europameisterschaft 2023.

### Erfolge
- U17-Europameister: 2018